# Jacob von Hökerstedt
Jakob Olofsson von Hökerstedt, före 1719 Hökerstedt, född 25 juni 1685 i Kuddby församling, Östergötland, död 25 juni 1757 i Visby, Gotlands län, var en svensk ämbetsman.

## Biografi
Jakob von Hökerstedt föddes 1685 i Hökerstads by i Kuddby socken. Han var son till kronolänsmannen Olof Olofsson på Vikbolandet och Susanna Ollon. von Hökerstedt blev kammarskrivare i Kammarkollegium 1705 och bokhållare vid fältstaten i Livland 1708. Då Riga föll i ryssarnas händer 1710 blev han tillfångatagen och fördes till Moskva, men lyckades fly 1711. Han blev upphandlingskommissarie vid magasinerna i Stockholm 1712, assessor i Kommerskollegium 1717 och ledamot av utredningskommissionen 1719. von Hökerstedt adlades 12 september 1719 till von Hökerstedt och introducerades i Sveriges Riddarhus 1720 som nummer 1656. Blev 1721 deputerad för granskningen av pestplakatet. Han var ledamot av Sundhetskollegium 1722 och var ledamot av Statskommissionen 1724–1725, 1728 samt flera år på 1730-talet. Han blev uppsyningsman vid magasinsinrättningen i Stockholm 1727, fick kommerseråds titel samma år, blev ledamot av landshjälpsdeputationen samma år och av myntkommissionen samma år. von Hökerstedt blev kommerseråd på ordinarie stat 1729. Tillsyningsman vid rasphuset och spinnhuset 1729. Deputerad för överseende av 1733 års författning rörande mått och vikt 15 mars 1737. Jacob von Hökerstedt utnämndes 26 september 1738 till landshövding på Gotland och utnämndes till Riddare av Nordstjärneorden, 26 september 1748. Han avled 1757 i Visby.

### Familj
von Hökerstedt gifte sig 4 november 1712 i Stockholm med Hedvig Eleonora von Bleichert (1695–1742), dotter av hovjuveleraren Nils von Bleichart och Anna Margareta Siassius. De fick tillsammans barnen Susanna Margareta von Hökerstedt (1713–1791) som var gift mver överstelöjtnanten Bengt Gabriel von Danckwardt, Fredrika Eleonora von Hökerstedt (1715–1785) som var gift med kammarherren Georg Wingeflycht, Hedvig von Hökerstedt (1716–1737), majoren Nils Bleckert von Hökerstedt (1718–1776) i Stralsund, kaptenen Jakob von Hökerstedt (1719–1795), Ulrika von Hökerstedt (1720–1734), majoren Carl Gustaf von Hökerstedt (1722–1788), sergeanten Johan von Hökerstedt (1725–1742) och Sofia Amalia von Hökerstedt (1727–1762).

## Utmärkelser
- Riddare av Nordstjärneorden, 26 september 1748.[2]